# قشرة صلبة

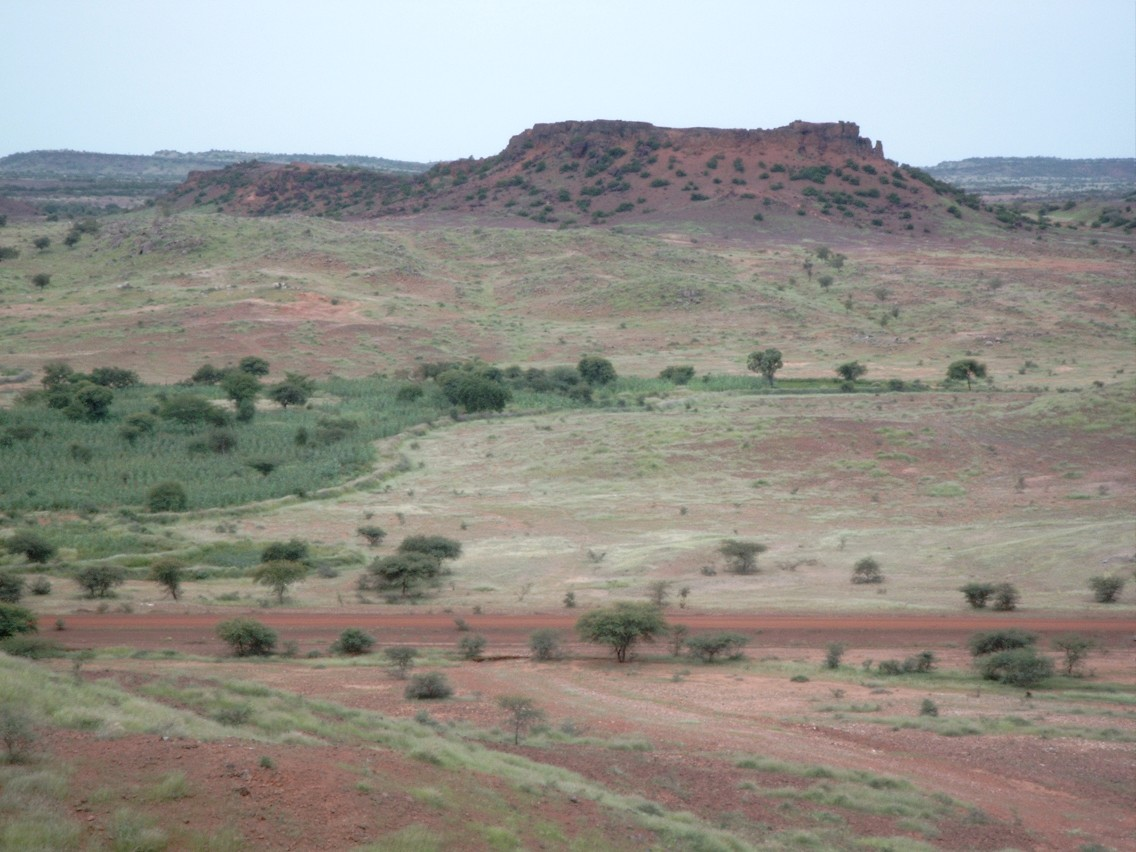

القشرة الصلبة عبارة عن طبقة صلبة فوق أو بالقرب من سطح التربة. ويمكن أن يتراوح سمك القشرة الصلبة بين القليل من الملليمترات أو السنتيمترات وحتى عدة أمتار.
وهو مصطلح عام (يجب ألا يتم الخلط بينه وبين الأفق الصلب) لمنطقة ترسيب كيميائي وتصلب تكونت في أو بالقرب من سطح الكتل الرسوبية من خلال عمليات تكون التربة و/(أو) عدم تكونها. وهي تتكون بشكل نموذجي من خلال تراكم المعادن القابلة للذوبان، والتي يتم ترسيبها من خلال المياه التي تحمل المعادن، والتي تتحرك لأعلى أو لأسفل أو على الجانبين من خلال الخاصية الشعرية، والتي تكون مدعومة بصفة عامة في المناطق القاحلة من خلال التبخر.
 وتشتمل المعادن التي غالبًا ما يتم العثور عليها في القشرة الصلبة على السيليكا والحديد والكالسيوم والجص.
ويجب أن تتكون القشرة الصلبة بتراكم مطلق، وبالتالي، يجب أن يكون لها مصدر ونقل وترسيب. وغالبًا ما تتم دراسة القشرة الصلبة أثناء البعثات المرسلة إلى المريخ، لأنها يمكن أن تساعد على إثبات أن هذا الكوكب كان يحتوي في يوم من الأيام على قدر أكبر من المياه. وقد تم العثور على القشرة الصلبة على المريخ في موقع هبوط المركبة فايكينج 2، كما تم العثور على هيكل مشابه، تمت تسميته بالاسم "Snow Queen" تحت موقع هبوط المركبة فوينكس. وبعد ذلك، تم تأكيد أن القشرة الصلبة التي تم العثور عليها من خلال مركبة فوينكس كانت معتمدة على المياه.

## وصلات خارجية
- الوصف نسخة محفوظة 1 ديسمبر 2010 على موقع واي باك مشين.
- NASA: The Sands of Mars نسخة محفوظة 27 أبريل 2009 at the Library of Congress